# Cerveza de jengibre
La cerveza de jengibre (del inglés: ginger beer) es una bebida carbonatada, saborizada principalmente con jengibre y endulzada con azúcar o edulcorantes artificiales.

## Historia
La cerveza de jengibre elaborada se originó en Inglaterra en el siglo XVIII y se hizo popular en Gran Bretaña, Estados Unidos y Canadá, alcanzando un pico de popularidad en el siglo XX.
Fue llevada a las Islas Jónicas por el Ejército Británico en el siglo XIX, y todavía se hace como una especialidad local conocida como "tsitsibíra" por los pobladores de la zona rural de Corfú.
Hoy en día la cerveza de jengibre casi siempre se produce como una bebida suave. La cerveza de jengibre y el ginger ale como refrescos han sido moderadamente populares en muchas partes del mundo desde su introducción.

## Producción

### Elaboración
La receta original requiere sólo de jengibre,  y agua, a la que se añade una sustancia gelatinosa llamada "planta de cerveza de jengibre". La fermentación en pocos días convierte la mezcla en la cerveza de jengibre. 
Otras formas de la cultura viva de la planta de cerveza de jengibre puede producir una cerveza de jengibre fermentada. Los cultivos utilizados incluyen fabricantes de cerveza o levadura, las bacterias del ácido láctico, los granos de kéfir, y tibicos. La fabricación de la cerveza de jengibre genera dióxido de carbono como en la cerveza. El contenido de alcohol cuando se produce por el proceso tradicional puede ser alto, hasta el 11%, aunque la cerveza de jengibre es generalmente elaborada con mucho menos alcohol.
La cerveza de jengibre elaborada a menudo incluye otros condimentos, como el jugo de limón o lima.

### Planta de la cerveza de jengibre
La planta de cerveza de jengibre (PCJ) no es lo que se considera generalmente como una planta, sino como un organismo compuesto por un hongo, la levadura Saccharomyces florentinus (antes Saccharomyces pyriformis) y la bacteria Lactobacillus hilgardii (antes Brevibacterium vermiforme), que forman una colonia simbiótica de bacterias y levaduras (SCOBY). Se forma una sustancia gelatinosa que le permite transferir fácilmente a partir de un sustrato de fermentación a la siguiente, al igual que los granos de kéfir y tibicos.
El par PCJ fue descrito por primera vez por Harry Marshall Ward en 1892, a partir de muestras que recibió en 1887. La cerveza de jengibre original se hace dejando agua, azúcar, jengibre, y la PCJ a fermentar. La PCJ se puede obtener de varias fuentes comerciales o de bancos de levadura. Gran parte de la "planta de cerveza de jengibre" que se obtiene de fuentes comerciales no es el verdadero PCJ como se describe aquí, sino que es la levadura sola. Esto no es legalmente publicidad falsa porque no hay reglamento que define la PCJ.

### Refresco
La bebida producida industrialmente no está preparada (fermentada), pero tiene gas de dióxido de carbono presurizado. No contiene alcohol y se vende como una bebida suave, endulzada con azúcar o edulcorantes artificiales. La cerveza de jengibre comercial es similar a la cerveza de jengibre, excepto que el jengibre tiene un sabor mucho más fuerte y es a veces descrita como el refresco de jengibre con un tiro. Puede ser turbia (una decisión de mercadeo más que un atributo necesario), es dulce, y tiene el sabor picante del jengibre. 

## Bebidas mixtas
La cerveza de jengibre suave puede ser mezclada con cerveza (por lo general una ale británica de algún tipo) para hacer un tipo de radler, y con ron oscuro para hacer una bebida, originaria de las Bermudas, llamada Dark 'N' Stormy. Es el ingrediente principal en el cóctel Moscow Mule. 